# Ярушин, Валерий Иванович
Вале́рий Ива́нович Яру́шин (род. 12 июня 1949, Челябинск, СССР) — советский и российский певец, музыкант, композитор. Заслуженный артист РСФСР (1988). Один из основателей ВИА «Ариэль» в 1970 году и бессменный руководитель его «золотого состава» до 1989 года. Как сольный исполнитель известен также по песням «Зимы и Вёсны», «Заповедные места», «В краю магнолий», а также как один из исполнителей народной песни «Порушка Параня» (в собственной обработке в стиле disco).

## Биография
Окончил в 1968 году Челябинское музыкальное училище по классу баяна, в 1980 году — оркестровое отделение Челябинского института культуры.
В годы учёбы создал молодежный коллектив «Джаз-балалайка», затем ВИА «Аллегро», в 1970 был выбран руководителем ВИА «Ариэль», который в 1974 году получил статус профессионального музыкального коллектива и впоследствии получил всесоюзную известность. В 1989 году в связи с возникшими разногласиями с участниками золотого состава ВИА «Ариэль» покинул коллектив и собрал собственный состав музыкантов — группу «Иваныч», которую в 2002 году переименовал в «Ариэль». В связи с рядом судебных разбирательств с бывшими участниками ВИА «Ариэль», московский состав группы Валерия Ярушина периодически выступал и выступает как под названием «Ариэль», так и под названием «Новый Ариэль», а также «Ариэль Валерия Ярушина». С середины 2000-х, Валерий Ярушин является также основным фронтменом среди участников ретро-шоу-группы солистов легендарных ВИА 70-80-х годов, под названием «Легенды ВИА: Мы из СССР».
С 2015 года Валерий Ярушин является членом попечительского совета Международного центра Искусств Маргариты Майской «Арт-Изо-Центр», а также почётным членом жюри Международного фестиваля искусств «Арт-Изо-Фест».
Состоит в дальнем родстве с актёром Станиславом Ярушиным.

## Творчество
- Парафраз на тему русской. нар. песни «Отдавали молоду» (обработка В. Ярушина) — исп. ВИА «Ариэль»
- «Южный Урал» (В. Ярушин — В. Колтунов) — исп. Лев Гуров, ВИА «Ариэль»
- «Ты — музыка» (С. Шариков — С. Кутанин) — поёт Валерий Ярушин, ВИА «Ариэль»
- «Ой, да головушка моя болела» (русская нар. песня, обработка В. Ярушина) — исп. ВИА «Ариэль»
- «Зимы и вёсны» (муз. и сл. В. Ярушина) — исп. ВИА «Ариэль», гр. «Иваныч»
- «Я на камушке сижу» (русская нар. песня, обработка В. Ярушина) — исп. Валерий Иванович Ярушин, ВИА «Ариэль»
- «Скоморошина» (В. Ярушин — А. Раскин) исп. автор — Валерий Ярушин, ВИА «Ариэль»
- «По блюду, блюду серебряному» (русская нар. песня, обработка В. Ярушина) — исп. В.Ярушин, ВИА «Ариэль»
- «Старая пластинка» (муз. Н. Богословского, аранж. В. Ярушина — сл. Я. Родионова) — исп. ВИА «Ариэль»
- «Расскажу тебе, кума» (русская нар. песня, обработка В. Ярушина) — исп. Б. Каплун, ВИА «Ариэль»
- «Обращение к России» (муз. и сл. В. Ярушина) — исп. Лев Гуров, ВИА «Ариэль»
- «Пчёлочка златая» (русская нар. песня, обработка В. Ярушина) — исп. ВИА «Ариэль»
- «Уж ты, ночка» (В. Ярушин — слова народные) — исп. ВИА «Ариэль»
- «Вечор, вечор, матушка» (русская нар. песня, обработка В. Ярушина) — поёт Б. Каплун, ВИА «Ариэль»
- «На острове Буяне» (А. Морозов — Л. Дербенёв) — поёт Валерий Ярушин, ВИА «Ариэль»
- «Как по реченьке гоголюшка плывёт» (русская нар. песня, обработка В. Ярушина) — исп. ВИА «Ариэль»
- «Любите струны гитар» (В. Ярушин — В. Колтунов) — исп. ВИА «Ариэль»
- «По полю, полю» (русская нар. песня, обработка В. Ярушина) исп. ВИА «Ариэль»
- «Всё равно тебя люблю я» (Т. Ефимов — Д. Усманов) — солирует Валерий Ярушин, ВИА «Ариэль»
- «На улице дождик» (русская нар. песня, обработка В. Ярушина) — поёт Борис Каплун, ВИА «Ариэль»
- «Маленькая история» (муз. и сл. В. Ярушина) исп. автор — Валерий Иванович Ярушин, ВИА «Ариэль»
- «Нахлебалася пресного молока» (русская нар. песня, обработка В. Ярушина) — исп. ВИА «Ариэль»
- «Дубравушка» (В. Ярушин — слова народные) — исп. ВИА «Ариэль»
- «Однозвучно звенит колокольчик» (русская нар. песня, обработка В. Ярушина) — ВИА «Ариэль»
- «Ненавижу» (В. Ярушин — О. Горьков, В. Пикалин) поёт автор — Валерий Ярушин, ВИА «Ариэль»
- «Всё небо тучами покрыто» (русская нар. песня, обработка В. Ярушина) — поёт Лев Гуров, ВИА «Ариэль»
- «Деревянный мостик» (В. Ярушин — В. Круг) — исп. ВИА «Ариэль»
- «Частушки» (А. Румянцев — слова народные) — поёт Валерий Ярушин, ВИА «Ариэль»
- «Уезжают друзья» (В. Ярушин — А. Костерев)
- «В амбар, за мукой» (русская нар. песня, обработка В. Ярушина) — исп. ВИА «Ариэль»
- «Анафема» (В. Ярушин — А. Вознесенский) — исп. ВИА «Ариэль»
- «Проснись, весна» (С. Краевский — русс. текст В. Ярушина) — исп. ВИА «Ариэль»
- «Первая последняя любовь» (В. Ярушин — С. Семянников) — исп. ВИА «Ариэль»
- «Я лицо твоё не помню» (В. Малежик — В. Попков) — поёт Валерий Ярушин, ВИА «Ариэль»
- «Уж вы стары старики» (В. Ярушин — слова народные) — исп. Б. Каплун, ВИА «Ариэль»
- «На горе, на горенке» (русская нар. песня, обработка В. Ярушина) исп. Б.Каплун, ВИА «Ариэль»
- «Золотое кольцо» (В. Ярушин — В. Батенков) — исп. ВИА «Ариэль»
- «Водонос» (Г. Фрейденфельд — В. Ярушин) — исп. ВИА «Ариэль»
- «Казачья» (В. Ярушин — А. Костерев) — исп. ВИА «Ариэль»
- «Ой, то не вечер» (русская нар. песня, обработка В. Ярушина) — исп. Валерий Иванович Ярушин
- «Исповедь» (В. Ярушин — А. Афанасенко) поёт автор — Валерий Ярушин, ВИА «Ариэль»
- «Комната смеха» (Т. Ефимов — Д. Усманов) — поют В. Ярушин, Б. Каплун и ВИА «Ариэль»
- «Чужая женщина» (В. Ярушин — С. Семянников) — исп. Валерий Ярушин, ВИА «Ариэль»
- «Степь да степь кругом» (русская нар. песня, обработка В. Ярушин) — исп. ВИА «Ариэль»
- «Елена» (В. Ярушин — Г. Сузлалев) — исп. ВИА «Ариэль»
- «Заповедные места» (Ю. Лоза — А. Жигарев) — поёт Валерий Ярушин, ВИА «Ариэль»
- «Втроём с дождём» (В. Ярушин — О. Смирнов) — исп. ВИА «Ариэль»
- «Блоха» (русская нар. песня, обработка В. Ярушина) — исп. ВИА «Ариэль»
- «Народное гуляние» (В. Ярушин — А. Раскин) исп. автор — Валерий Ярушин, ВИА «Ариэль»
- «Отставала лебёдушка» (русская нар. песня, обработка В. Ярушина) — исп. ВИА «Ариэль»
- «Четыре бочки» (В. Ярушин — С. Кутанин) — поёт Лев Гуров, ВИА «Ариэль»
- «Танюша» (Ю. Мелехов — С. Есенин) — исп. Валерий Иванович Ярушин, ВИА «Ариэль»
- «Грешник» (В. Ярушин — В. ндрианов) — исп. ВИА «Ариэль»
- «Пойду ль я» (русская нар. песня, обработка В. Ярушина) — исп. ВИА «Ариэль»
- «Рио» (В. Ярушин — В. Батенков) — исп. ВИА «Ариэль»
- «Истина» (В. Ярушин — А. Костерев) — запевала Лев Гуров, ВИА «Ариэль»
- «Порушка-Параня» (русская нар. песня, обработка В. Ярушина) — исп. ВИА «Ариэль»
- «Поэма о солнечном городе» (муз. и сл. В. Ярушина) — исп. ВИА «Ариэль»
- «Отчего же наша сваха» (русская нар. песня, обработка В. Ярушина) — запевала Валерий Иванович Ярушин, ВИА «Ариэль»
- «Лесной дуэт» или «Баба-Яга 2» (В. Ярушин — О. Жуков) — исп. Б. Каплун и Лев Гуров, ВИА «Ариэль»
- «Ты могла» (В. Ярушин — А. Костерев) поёт автор — Валерий Иванович Ярушин, ВИА «Ариэль»
- «Царевна» (Д. Тухманов — Б. Дубровин) запевает — В. Ярушин, припев в дуэте на 2 голоса с Б. Каплуном, подпевка — Р. Геппа, ВИА «Ариэль»
- «Седьмой ангел» (В.Ярушин — А.Костерев), поет В.Ярушин, «Иваныч»
- «Чума» (В.Ярушин — А.Костерев), поёт В.Ярушин, «Иваныч»
- «Моцарт и Сальери» (В.Ярушин — А.Костерев), поёт В.Ярушин, «Иваныч»
- «Красный смех» (В.Ярушин — А.Костерев), поёт В.Ярушин, «Иваныч»
- «Мой бог — музыка» (В.Ярушин — А.Костерев), поёт В.Ярушин, «Иваныч»
- «Вдали от России» (В.Ярушин — А.Костерев), поёт В.Ярушин, «Иваныч»
- "Голуби"  (В.Ярушин — А.Костерев), поёт В.Ярушин, «Иваныч»
- "Полюби меня нехорошим"   (В.Ярушин — А.Костерев), поёт В.Ярушин

- В 1993 году В.Ярушин выступил как аранжировщик магнитоальбома известного челябинского бизнесмена К.Филимонова «Монолог актёра».